# Linda Malnati
Linda Malnati (Milán, 19 de agosto de 1855-Blevio, 22 de octubre de 1921) fue una influyente líder sindical, profesora, pacifista, activista por los derechos de la mujer y sufragista italiana. Es recordada por sus esfuerzos por mejorar las condiciones de trabajo de los docentes desde la década de 1890, por sus contribuciones a revistas solicitando mejores condiciones para las mujeres trabajadoras y, en la década de 1900, por su apoyo al derecho al voto de las mujeres. Fue miembro activo de varias organizaciones de mujeres.

## Biografía
Malnati nació en Milán el 19 de agosto de 1855, era hija de Giacomo Malnati y Carolina Pedrioli. Educada en el entorno democrático característico de la ciudad de Milán, tempranamente adquirió un interés en la justicia social y la emancipación de las mujeres fuertemente influenciada por las filántropas y sufragistas Laura Solera Mantegazza, Alessandrina Massini Ravizza y Anna Maria Mozzoni.

## Vida profesional
Su primer artículo Alle donne e specialmente alle donne italiane (A las mujeres y especialmente a las mujeres italianas), se publicó en la revista republicana Libertà e associazione.
En 1875 comenzó a trabajar como maestra para la Municipalidad de Milán de escuela para los grados más bajos, y en 1888 para los grados más altos. Se dedicó a la enseñanza apasionadamente, creyendo que la educación y la emancipación, especialmente de las niñas. estaban detrás de la regeneración de la sociedad, lo que conducía al desarrollo democrático. También se comprometió a mejorar las condiciones de vida y de trabajo de los docentes, y con ello empieza, su rol de sindicalista bregando por la mejora de las condiciones de los maestros mediante la igualdad salarial para hombres y mujeres. Sobre este tema realizó conferencias en Milán y por la Lombardia, asimismo escribió en una variedad de revistas y periódicos (La Scuola popolare, Il Corriere delle maestre, Il giornale per la donna, La instruzione populare, La Coltura popolare, etc).
En 1890, con el fin de alentar a las trabajadoras a organizarse, junto con Anna Kuliscioff y Carlotta Clerici, estableció una de mujeres en la Cámara de Trabajo de Milán, formando una especie de sindicato. Las tres mujeres constituyeron el Movimento femminile socialista (Movimiento socialista femenino). En 1893, estableció una sección para maestros de escuela mientras revitalizaba y presidía la Lega per la tutela degli interessi femminili (Liga para protección de los intereses de las mujeres) que había creado Mozzoni en 1881 cuyo programa incluía el derecho al voto de las mujeres y la abolición de la autorización marital. En los años siguientes de esta década fue un tiempo dedicado al proselitismo feminista y socialista: participó activamente en las luchas por la protección de las mujeres y en las manifestaciones de los trabajadores, especialmente en los disturbios de mayo de 1898. Por participar en la movilización contra la represión de F. Bava Beccaris fue suspendida tres meses en el ejercicio de la docencia, reaccionó a la disposición reclamando "el derecho a la libertad de pensamiento y acción para sí mismo y para todos los ciudadanos".

## Activismo
Linda Malnati se unió al Consejo directivo de la Sociedad Humanitaria (1894) y representó a la Liga para la Protección de los Intereses de las Mujeres en los Consejos de Gobierno de las Obras Pías de la ciudad de Milán y en la Asamblea de la Unión Cooperativa.
A través de sus textos en Vita femminile (Vida de la mujer), órgano de difusión de la Federación de ligas de mujeres en el cual era directora, comentó sobre la relación entre socialismo y feminismo, llamando a las mujeres a combinar la lucha de clases con la lucha de género.
En 1903, junto con Clerici, organizó el primer congreso de maestros de primaria en Como, de donde surgieron importantes indicios de lucha de clases.
Entre las organizaciones de mujeres en las que participó activamente, en 1903 estableció un Comitato per il risveglio dell'attività femminile.(Comité para el despertar de la actividad de las mujeres) bajo la Asociación de Maestros de Milán. Esto hizo que varios maestros varones formaran su propia Sociedad de Hombres. También promovió la educación preescolar y apoyó a la Universidad Popular de Milán como miembro del comité directivo.
En contraste con el dogma del partido socialista, Malnati consideraba al sufragio femenino como la prueba del progreso civil en el país y la piedra angular de la emancipación y el desarrollo de la mujer, junto con Mozzoni estableció el Comitato milanese Pro Suffragio (Comité de Sufragio de Milán) en 1906, así como un comité de coordinación nacional. En la Convención de Milán en abril de 1907 organizada por representantes católicos, enfatizó la importancia de los votos para las mujeres. Al año siguiente, en el Congreso Nacional de Mujeres Italianas, llegó a presentar una moción sobre el laicismo en la educación: abolir la educación religiosa en las escuelas primarias, reemplazándola con clases comparativas de religión.
Con otras mujeres militantes socialistas fue fundadora y directora del periódico La Difesa della Lavoratrici en 1912.
En 1914, junto con Clerici, participó en el Comité Pro Humanidad, que propuso establecer una liga para la neutralidad. Durante la Primera Guerra Mundial ayudó con el trabajo de asistencia civil y se ocupó de los refugiados. Entre 1914 y 1920, administró el orfanato femenino Le Stelline con el que estuvo vinculada durante mucho tiempo. Además fue la fundadora de la institución para huérfanos “Casa e Famiglia”.
En 1917, una vez más abordó la causa de la paz, promoviendo la participación internacional.
Sufriendo de una enfermedad grave, Linda Malnati junto a Carlotta Clerici (su compañera en la vida) se retiró a Blevio en la costa oriental del lago de Como, donde murió el 22 de octubre de 1921.
Una calle de la localidad de Terni lleva su nombre en homenaje.

## Obras
- Letterine. Roma: Soc. ed. Dante Alighieri, 1908. 2v.
- Il primo maggio e la donna. Milano: Tip. Morosini, n.d. 14 p,
- La refezione scolastica. Milano: Magnaghi, Leone (tip.), 1901. 28 p.
- Scritti vari. Milano: La Editrice Libraria, 1922. 192 p,[11]